# لیلیت هاروتیونیان (ژیمناست)
لیلیت هاروتیونیان (ارمنی: Լիլիթ Հարությունյան؛ زادهٔ ۵ مهٔ ۱۹۹۵) میلادی ژیمناست ریتمیک اهل کشور ارمنستان است.

## رویدادهای مهم
- مسابقات جهانی ژیمناستیک ریتمیک ۲۰۱۵
- مسابقات جهانی ژیمناستیک ریتمیک ۲۰۱۳
- مسابقات جهانی ژیمناستیک ریتمیک ۲۰۱۱